# アントニー・ロペス
アントニー・ロペス（Anthony Lopes、1990年10月1日 - ）は、フランス・ジボール出身のサッカー選手。ポジションはGK。元ポルトガル代表。

## 経歴
オリンピック・リヨンの下部組織で育ち、2011年にリヨンのトップチームに昇格した。2019年8月27日のモンペリエ戦でリヨンでの通算300試合出場を果たした。
フランス生まれだが、代表はポルトガル代表を選択している。年代別のポルトガル代表に選出されており、2015年3月にカーボベルデ戦でポルトガルA代表デビューを果たした。出場機会は無かったが、2016年のユーロフランス大会、2018年のロシアワールドカップで代表入りを果たしている。

## 代表歴

### 出場大会
- ポルトガル代表
  - 2018 FIFAワールドカップ

### 試合数
- 国際Aマッチ 14試合 0得点（2015年-2021年）[4]

| ポルトガル代表 | 国際Aマッチ | 国際Aマッチ |
| 年             | 出場        | 得点        |
| -------------- | ----------- | ----------- |
| 2015           | 2           | 0           |
| 2016           | 2           | 0           |
| 2017           | 1           | 0           |
| 2018           | 2           | 0           |
| 2019           | 0           | 0           |
| 2020           | 3           | 0           |
| 2021           | 4           | 0           |
| 通算           | 14          | 0           |

## タイトル
クラブ
オリンピック・リヨン
- クープ・ドゥ・フランス (1): 2011-12

個人
- UEFAチャンピオンズリーグ 年間ベストチーム(スカッドオブザシーズン) 2019-20